# Alfons Abellán Linares
Alfons Abellán Linares (Villacarrillo, Andalusia, 21 de juliol de 1951) és un atleta especialitzat en les curses de fons i maratonià, d'origen andalús, arrelat a Catalunya.
Entre els anys 1983 i 1988 destacà com a un dels millors especialistes de marató, participant als Jocs Olímpics d'Estiu de 1988 a Seul i situant-se al lloc 64 d'entre els 98 corredors de la marató, una de les proves reina. També va participar al Campionat Mundial de Roma del 1987. Guanyà la marató dels Jocs Iberoamericans de 1986, i fou dos cops campió d'Espanya de marató, durant els anys 1985 i 1988. Aconseguí la seva millor marca personal el 1984 (2:13:25) competint a la ciutat de Huy, a Bèlgica, amb la Secció d'atletisme del Futbol Club Barcelona.

## Palmarés en Marató[2]
| Data                  | Competició                                                    | Lloc                | Temps   | Posició |
| --------------------- | ------------------------------------------------------------- | ------------------- | ------- | ------- |
| 30 d'abril de 1988    | Huy                                                           | Bèlgica             | 2:13:25 | 7é      |
| 3 de febrer de 1985   | Marató de Laredo, Texas                                       | Laredo (Texas), USA | 2:13:38 | 1er     |
| 14 d'abril de 1985    | Hiroshima Marathon World Cup, Hiroshima                       | Hiroshima, Japó     | 2:14:31 | 28é     |
| 7 de febrer de 1988   | Marató de València                                            | València, Espanya   | 2:14:42 | 1er     |
| 6 de setembre de 1987 | Campionat del món d'atletisme, Estadi Olímpic de Roma         | Roma, Itàlia        | 2:24:20 | 28é     |
| 20 d'octubre de 1988  | Jocs Olímpics d'Estiu de 1988, Estadi Olímpic de Jamsil, Seül | Seül, Corea         | 2:31:10 | 64é     |